# Pipile
El gènere Pipile està format per quatre espècies d'aus de la família dels cràcids (Cracidae), dins l'ordre dels gal·liformes (Galliformes). Són coneguts com a guans xiuladors.

## Taxonomia
Un estudi realitzat per Grau i col. (2005) en què s'avaluaven dades d'ADNmt, osteologia i biogeografia concloïa que les espècies del gènere Pipile devien ser incloses al gènere Aburria, però aquestes conclusions no van ser acceptades per alguns especialistes i no van ser incloses en diverses classificacions com ara la de la Unió Ornitològica americana (Remsen et al., 2007), la classificació de Clements o la del Congrés Ornitològic Internacional (2009).
- Guan xiulador gorja-roig (Pipile cujubi).
- Guan xiulador gorjablanc (Pipile grayi).
- Guan xiulador gorjablau (Pipile cumanensis).
- Guan xiulador d'ulleres (Pipile jacutinga).
- Guan xiulador de Trinitat (Pipile pipile).